# Евтихий (экзарх Равенны)
Евтихий — последний экзарх Равенны. Правил с 728 по 751 год.
Усмирил восстание, в ходе которого был убит его предшественник Павел.

## Прибытие. Первые шаги
Равеннский экзархат поднял восстание в 726 г. из-за навязывания иконоборчества; экзарх Павел погиб при попытке подавить восстание. В ответ император Лев III Исавр послал евнуха Евтихия взять ситуацию под контроль. В некоторых исторических работах упоминается, что Евтихий служил экзархом уже в 710/11-713 годах, между правлением Иоанна III Ризокопа и Схоластика. Однако это современная интерполяция, основанная на ошибочном прочтении Liber pontificalis. Евтихий высадился в Неаполе, где призвал верных граждан убить папу Григория II. Когда граждане в ответ выступили на защиту священнослужителя, Евтихий обратил свое внимание на лангобардов, предложив взятки королю Лиутпранду и лангобардским герцогам, если они откажутся от папы Григория. Несмотря на все это, по словам Джеффри Ричардса, папа Григорий упорствовал в своих усилиях по сохранению византийской власти в Италии.
Усилия Евтихия в конечном итоге принесли результаты: король Лиутпранд пришел к соглашению с экзархом и согласился поддержать его в обмен на помощь в подчинении герцогств Беневенто и Сполето. Папа Григорий, однако, встретился с Лиутпрандом и убедил его отказаться от этих планов, а затем с помощью Лиутпранда добился примирения с Евтихием. Когда некий Тиберий Петазий провозгласил себя императором в Тусции, а Евтихий обнаружил, что ему критически не хватает солдат, папа Григорий приказал римской армии помочь подавить восстание.

## Изгнание
Конфликт с лангобардами привёл к катастрофе в 737 году, когда столица экзархата Равенна была захвачена королём Лиутпрандом. Дальнейшая война вспыхнула в 739 году. Папа Григорий III поддержал мятеж герцогов Беневенто Годескалька и Сполето Тразимунда II против Лиутпранда, в результате чего последний вторгся в центральную Италию. Экзархат, как и Римское герцогство, были разорены, и Равенна пала перед лангобардами; Евтихий был вынужден искать убежища на венецианских островах. Он обратился к жителям с просьбой помочь освободить Равенну, и венецианский флот отплыл вместе с ним, чтобы вернуть город.
Конец власти Византии в Равенне положил король лангобардов Айстульф, захватив город в 751 году.

## Папское вмешательство
Вскоре после воцарения папы Захария в 741 г. Лиутпранд планировал провести кампанию против герцогства Сполето, однако папа римский прибыл в Павию и убедил короля прекратить экспедицию и вернуть часть захваченной им территории. Тем не менее Лиутпранд видел в этом договоре только между собой и папой; по словам Джеффри Ричардса, «он по-прежнему считал экзарха честной добычей».
В 743 году Лиутпранд двинулся на Равенну, и Евтихий вместе с архиепископом Равенны Иоанном V и известными горожанами обратились к папе с просьбой вмешаться. Папа Захарий по пути к лангобардскому двору в Тицине был встречен в церкви Св. Христофора в Аквиле экзархом Евтихием и гражданами Равенны. Папе Захарию удалось убедить Лиутпранда отложить намеченный поход и вернуть захваченные им сельские районы вокруг Равенны.
Умер Евтихий в 752 году.